# Karislojo prästgård
Karislojo prästgård (finska: Karjalohjan pappila) är en före detta prästgård i Karislojo i Lojo stad i det finländska landskapet Nyland. Prästgårdens huvudbyggnad byggdes åren 1828–1830 och den är skyddad enligt byggnadsskyddslag.
Lojo församling sålde Karislojo prästgård till en privatperson år 2020.

## Historia
Karislojo prästgård har varit belägen på samma plats vid Lojo sjö sedan 1600-talet. Byggandet av den nuvarande huvudbyggnaden färdigställdes år 1830. Arkitekt var H.J. Svahn. Karislojo prästgård var tjänstebostad för Karislojos kyrkoherde fram till 2000-talet. Efter kommunsammanslagningen mellan Lojo och Karislojo år 2013 upplöstes Karislojo församling och dess verksamhet och fastigheter överfördes till Lojo församling.
Karislojo prästgård har ett mansardtak och en liten arkivflygel i tegel. Av prästgårdens ursprungliga interiör finns bland annat gamla kakelugnar kvar.

Till prästgårdens övriga byggnader hör bland annat stenladugård, sädesmagasin, gårdsfogdes bostad och stall.

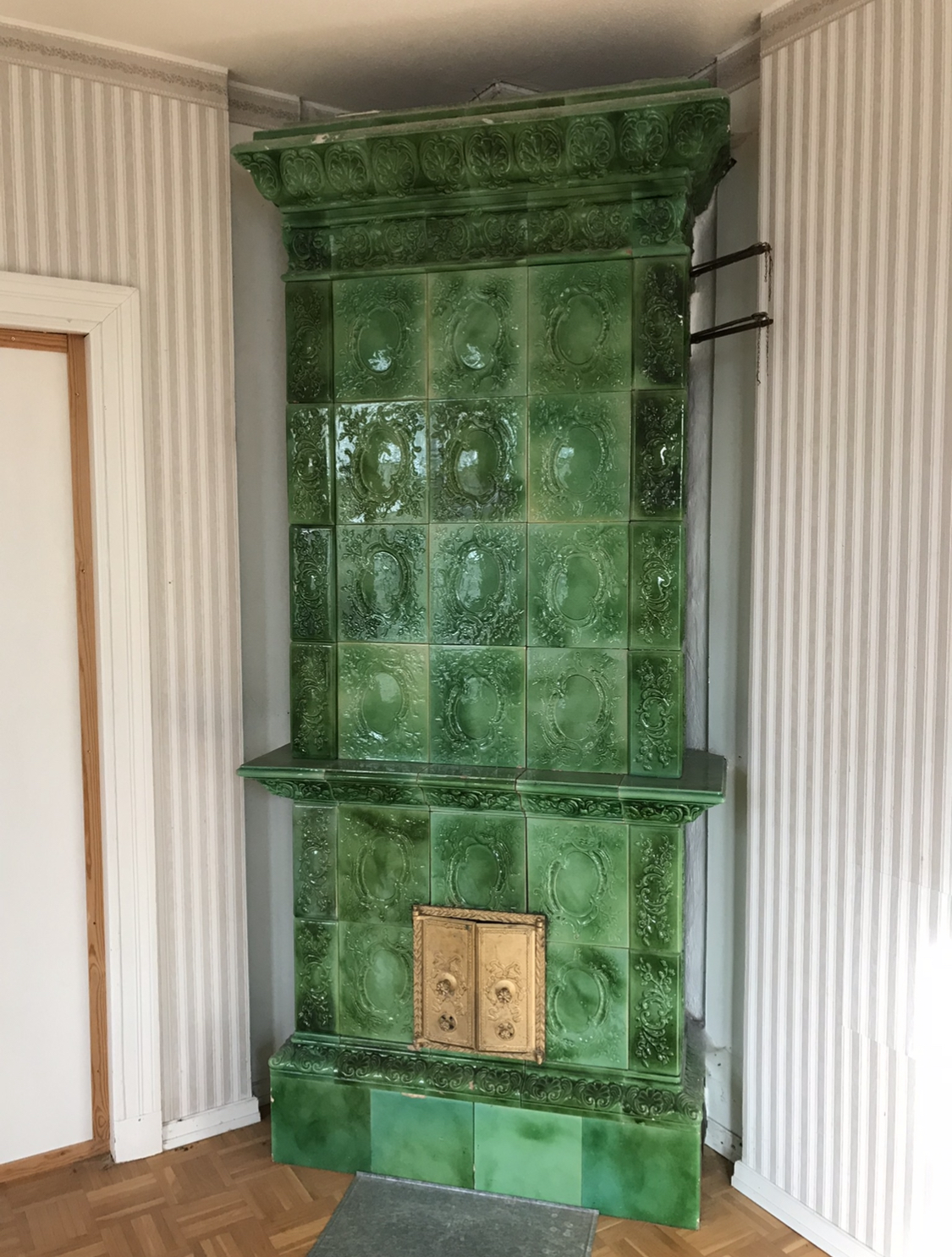
Grön kakelugn i Karislojo prästgård.
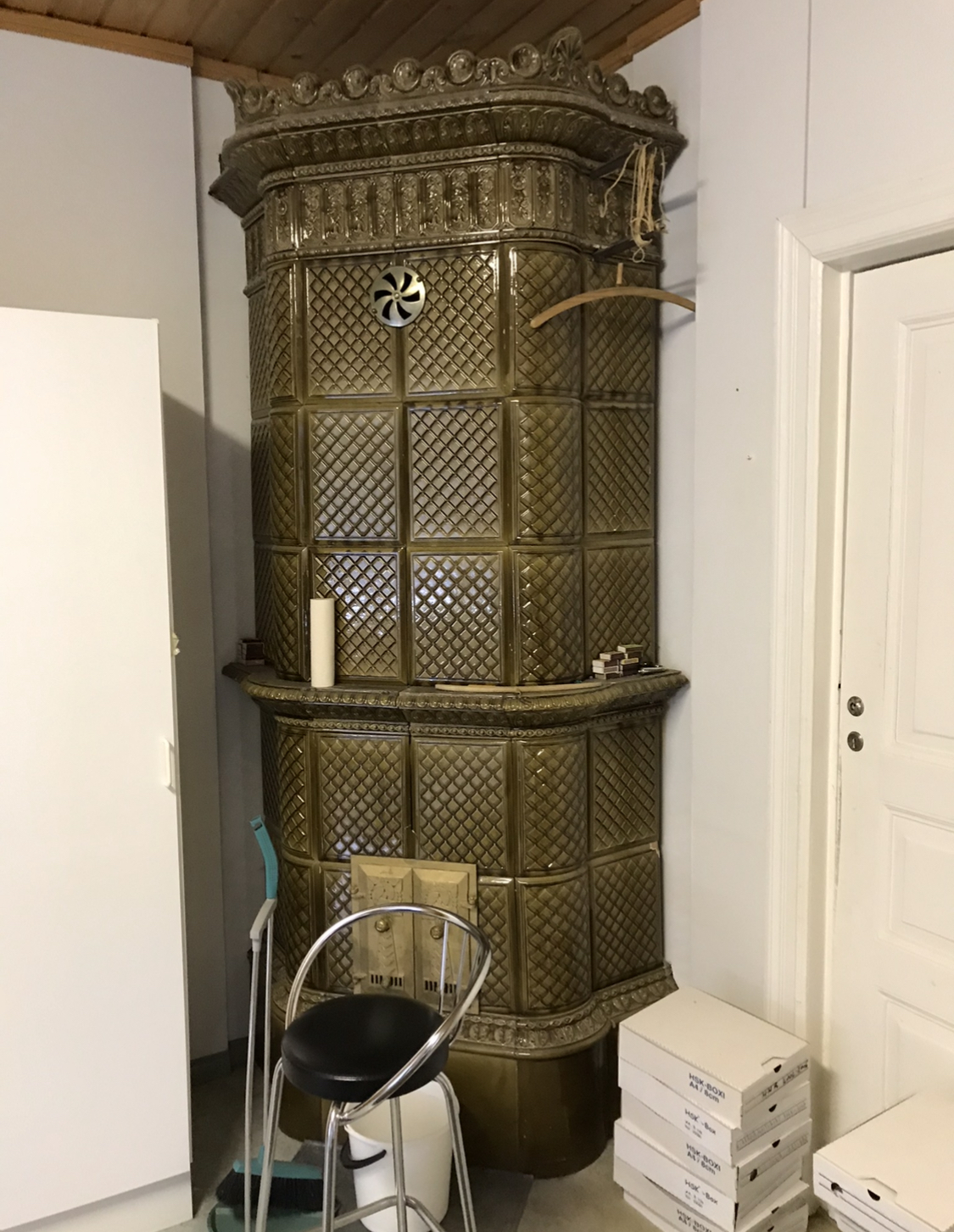
Brun kakelugn i Karislojo prästgård.